# Кизилагаш (Успенський район)
Кизилага́ш (каз. Қызылағаш) — село у складі Успенського району Павлодарської області Казахстану. Адміністративний центр Ольгинського сільського округу.
Населення — 332 особи (2021; 335 у 2009, 1047 у 1999, 1405 у 1989).
Національний склад станом на 1989 рік:
- німці — 100 %

До 2023 року село називалось Ольгино.